# Шелбивил (Илиноис)
Шелбивил (енгл. Shelbyville) град је у америчкој савезној држави Илиноис. По попису становништва из 2010. у њему је живело 4.700 становника.

## Демографија
Према попису становништва из 2010. у граду је живело 4.700 становника, што је 271 (5,5%) становника мање него 2000. године.
| Група             | 2000.         | 2010.         |
| Белци             | 4.878 (98,1%) | 4.572 (97,3%) |
| Афроамериканци    | 7 (0,1%)      | 16 (0,3%)     |
| Азијати           | 17 (0,3%)     | 15 (0,3%)     |
| Хиспаноамериканци | 38 (0,8%)     | 63 (1,3%)     |
| Укупно            | 4.971         | 4.700         |